# 레반트의 고고학적 시대 목록
아래는 세 시대 체계에서 확장된 레반트 지역의 고고학적 시대분류이다.

레반트의 고고학적 시대분류
| 석기 시대 (2,000,000년 전 - 기원전 3300년)  | 구석기 시대 (2,000,000년 전 - 기원전 8300년)     | 전기 구석기 시대                             | 2,000,000년 전 - 300,000년 전 |
| 석기 시대 (2,000,000년 전 - 기원전 3300년)  | 구석기 시대 (2,000,000년 전 - 기원전 8300년)     | 중기 구석기 시대                             | 300,000년 전 - 30,000년 전    |
| 석기 시대 (2,000,000년 전 - 기원전 3300년)  | 구석기 시대 (2,000,000년 전 - 기원전 8300년)     | 후기 구석기 시대                             | 30,000년 전 - 12,000년 전     |
| 석기 시대 (2,000,000년 전 - 기원전 3300년)  | 구석기 시대 (2,000,000년 전 - 기원전 8300년)     | 아석기 시대                                  | 12,000년 전 - 기원전 8300     |
| 석기 시대 (2,000,000년 전 - 기원전 3300년)  | 신석기 시대 (기원전 8300년 - 기원전 4500년)      | 토기없는 신석기 시대                         | 기원전 8300년 - 기원전 5500년 |
| 석기 시대 (2,000,000년 전 - 기원전 3300년)  | 신석기 시대 (기원전 8300년 - 기원전 4500년)      | 토기 신석기 시대                             | 기원전 5500년 - 기원전 4500년 |
| 석기 시대 (2,000,000년 전 - 기원전 3300년)  | 동기 시대 (4500년 기원전 - 3300년 기원전)        | 전기 동기 시대                               | 기원전 4500년 - 기원전 4000년 |
| 석기 시대 (2,000,000년 전 - 기원전 3300년)  | 동기 시대 (4500년 기원전 - 3300년 기원전)        | 후기 동기 시대                               | 기원전 4000년 - 기원전 3300년 |
| 청동기 시대 (기원전 3300년 - 기원전 1200년) | 전기 청동기 시대 (기원전 3300년 - 기원전 2000년) | 전기 청동기 시대 I                           | 기원전 3300년 - 기원전 3000년 |
| 청동기 시대 (기원전 3300년 - 기원전 1200년) | 전기 청동기 시대 (기원전 3300년 - 기원전 2000년) | 전기 청동기 시대 II                          | 기원전 3000년 - 기원전 2700년 |
| 청동기 시대 (기원전 3300년 - 기원전 1200년) | 전기 청동기 시대 (기원전 3300년 - 기원전 2000년) | 전기 청동기 시대 III                         | 기원전 2700년 - 기원전 2200년 |
| 청동기 시대 (기원전 3300년 - 기원전 1200년) | 전기 청동기 시대 (기원전 3300년 - 기원전 2000년) | 전기 청동기 시대 IV                          | 기원전 2200년 - 기원전 2000년 |
| 청동기 시대 (기원전 3300년 - 기원전 1200년) | 중기 청동기 시대 (2000년 - 기원전 1550년)        | 중기 청동기 시대 I                           | 기원전 2000년 - 기원전 1750년 |
| 청동기 시대 (기원전 3300년 - 기원전 1200년) | 중기 청동기 시대 (2000년 - 기원전 1550년)        | 중기 청동기 시대 II                          | 기원전 1750년 - 기원전 1650년 |
| 청동기 시대 (기원전 3300년 - 기원전 1200년) | 중기 청동기 시대 (2000년 - 기원전 1550년)        | 중기 청동기 시대 III                         | 기원전 1650년 - 기원전 1550년 |
| 청동기 시대 (기원전 3300년 - 기원전 1200년) | 후기 청동기 시대 (기원전 1550년 - 기원전 1200년) | 후기 청동기 시대 I                           | 기원전 1550년 - 기원전 1400년 |
| 청동기 시대 (기원전 3300년 - 기원전 1200년) | 후기 청동기 시대 (기원전 1550년 - 기원전 1200년) | 후기 청동기 시대 II A                        | 기원전 1400년 - 기원전 1300년 |
| 청동기 시대 (기원전 3300년 - 기원전 1200년) | 후기 청동기 시대 (기원전 1550년 - 기원전 1200년) | 후기 청동기 시대 II B                        | 기원전 1300년 - 기원전 1200년 |
| 철기 시대 (기원전 1200년 - 기원전 586년)    | 철기 시대 I (기원전 1200년 - 기원전 1000년)      | 철기 시대 I A                                | 기원전 1200년 - 기원전 1150년 |
| 철기 시대 (기원전 1200년 - 기원전 586년)    | 철기 시대 I (기원전 1200년 - 기원전 1000년)      | 철기 시대 I B                                | 기원전 1150년 - 기원전 1000년 |
| 철기 시대 (기원전 1200년 - 기원전 586년)    | 철기 시대 II (기원전 1000년 - 기원전 586년)      | 철기 시대 II A                               | 기원전 1000년 - 기원전 900년  |
| 철기 시대 (기원전 1200년 - 기원전 586년)    | 철기 시대 II (기원전 1000년 - 기원전 586년)      | 철기 시대 II B                               | 기원전 900년 - 기원전 700년   |
| 철기 시대 (기원전 1200년 - 기원전 586년)    | 철기 시대 II (기원전 1000년 - 기원전 586년)      | 철기 시대 II C                               | 기원전 700년 - 기원전 586년   |
| 역사 시대 (기원전 586년 - 현재)             | 바빌론과 페르시아 제국 시대                      | 바빌론과 페르시아 제국 시대                  | 기원전 586년 - 기원전 332년   |
| 역사 시대 (기원전 586년 - 현재)             | 헬레니즘 시기 (기원전 332년 - 기원전 37년)       | 전기 헬레니즘                                | 기원전 332년 - 기원전 167년   |
| 역사 시대 (기원전 586년 - 현재)             | 헬레니즘 시기 (기원전 332년 - 기원전 37년)       | 후기 헬레니즘                                | 기원전 167년 - 기원전 37년    |
| 역사 시대 (기원전 586년 - 현재)             | 로마 시대 (37년 기원전 - 324 CE)                 | 전기 로마 시대                               | 기원전 37년 - 132 CE          |
| 역사 시대 (기원전 586년 - 현재)             | 로마 시대 (37년 기원전 - 324 CE)                 | 후기 로마 시대                               | 132 CE - 324년                |
| 역사 시대 (기원전 586년 - 현재)             | 비잔틴 시대                                      | 비잔틴 시대                                  | 324년 - 638년                 |
| 역사 시대 (기원전 586년 - 현재)             | 전기 아랍 시대 (우마이야 왕조와 압바스 왕조)     | 전기 아랍 시대 (우마이야 왕조와 압바스 왕조) | 638년 - 1099년                |
| 역사 시대 (기원전 586년 - 현재)             | 십자군과 아이유브 왕조 시대                      | 십자군과 아이유브 왕조 시대                  | 1099년 - 1291년               |
| 역사 시대 (기원전 586년 - 현재)             | 후기 아랍 시대 (파티마 왕조와 맘루크) 시대       | 후기 아랍 시대 (파티마 왕조와 맘루크) 시대   | 1291년 - 1516년               |
| 역사 시대 (기원전 586년 - 현재)             | 오스만 제국 시대                                 | 오스만 제국 시대                             | 1516년 - 1917년               |
| 역사 시대 (기원전 586년 - 현재)             | 현대 시대                                        | 현대 시대                                    | 1917년 - 현대                 |

## 같이 보기
- 고고학적 시대구분